# Prémillieu

Prémillieu este o comună în departamentul Ain din estul Franței.